# Neymar (film)
Pour le footballeur brésilien, voir Neymar.
Pour plus de détails, voir Fiche technique et Distribution.
Neymar est un film indien en langue malayalam, réalisé par Sudhi Maddison, sous la direction de V Cinemas International. Le film sort en salle le 12 mai 2023. Il reçoit des critiques mitigées de la part de la presse.

## Synopsis
Pour attirer l'attention de sa camarade de classe Dona, le meilleur ami de Kunjava, Sinto, lui conseille d'adopter un animal de compagnie. Mais lorsqu'un chien nommé Neymar entre dans la vie des membres de la famille, fans de football brésilien, rien ne se passe comme prévu.

## Fiche technique
- Production : Padma Uday[1]
- Réalisation : Sudhi Maddison[1]
- Langue du film : malayalam
- Genre : Comédie romantique
- Durée : 160 minutes (2 h 40)[2]
- Date de sortie : 12 mai 2023[3]

## Distribution
- Mathew Thomas (en) : Akamsh, Kunjava
- Naslen K. Gafoor (en) : Sinto
- Shammi Thilakan : Sahadevan, le père de Kunjava
- Johny Antony (en) : Thomas
- Vijayaraghavan : Chackola
- Gowri Krishna : Dona
- Keerthana Sreekumar : Amala
- Deva Nandha : Cloudin
- Sajin Gopu : Kannan
- Yog Japee : Gabri

## Production
Le film est tourné à Pondichéry. L'affiche animée du film est révélée en janvier 2023.

## Accueil critique
Anjana George, du Times of India, donne 3 étoiles sur 5 et écrit : « Dans l'ensemble, Neymar le chien vole la vedette. Un artiste familial pour les vacances. »
Une critique d'Onmanorama déclare que « le mélange de comédie, de divertissement et d'émotion du film en fait un film à regarder pour ceux qui recherchent une expérience cinématographique qui offre tout ». Sanjith Sidhardhan, critique d'OTTplay, estime lui que « l'écriture terne fait de Neymar, du réalisateur Sudhi Maddison, un film insipide » et attribue 2 étoiles sur 5. Anadu Suresh, de l'Indian Express donne 1,5 étoile sur 5 et écrit qu'« en bref, Neymar s'avère être une opportunité gâchée pour le cinéma malayalam, car cela s'ajoute à l'absence de films convaincants centrés sur les animaux de compagnie dans l'industrie, et tout ce que nous avons eu jusqu'à présent sont des indésirables comme Ring Master (2014). »